# Suède aux Jeux olympiques d'hiver de 1968
La Suède participe aux Jeux olympiques d'hiver de 1968 à Grenoble en France du 6 au 18 février 1968. Il s'agit de sa dixième participation à des Jeux d'hiver.
La délégation suédoise est composée de 68 athlètes : 59 hommes et 9 femmes.

## Liste des médaillés
| Sport                  | Discipline             | Athlète(s)                                                       |
| Médaille d'or : 3      |                        |                                                                  |
| Patinage de vitesse    | 10 000 m hommes        | Johnny Höglin                                                    |
| Ski de fond            | 5 km classique femmes  | Toini Gustafsson                                                 |
| Ski de fond            | 10 km classique femmes | Toini Gustafsson                                                 |
| Médaille d'argent : 2  |                        |                                                                  |
| Ski de fond            | Relais hommes          | Jan Halvarsson Bjarne Andersson Gunnar Larsson Assar Rönnlund    |
| Ski de fond            | Relais femmes          | Britt Strandberg Toini Gustafsson Barbro Martinsson              |
| Médaille de bronze : 3 |                        |                                                                  |
| Biathlon               | Relais hommes          | Lars-Göran Arwidson Tore Eriksson Olle Petrusson Holmfrid Olsson |
| Patinage de vitesse    | 10 000 m hommes        | Örjan Sandler                                                    |
| Ski de fond            | 15 km classique hommes | Gunnar Larsson                                                   |

| Sport               | Médaille d'or, Jeux olympiques | Médaille d'argent, Jeux olympiques | Médaille de bronze, Jeux olympiques | Total |
| ------------------- | ------------------------------ | ---------------------------------- | ----------------------------------- | ----- |
| Ski de fond         | 2                              | 2                                  | 1                                   | 5     |
| Patinage de vitesse | 1                              | 0                                  | 1                                   | 2     |
| Biathlon            | 0                              | 0                                  | 1                                   | 1     |
| Total               | 3                              | 2                                  | 3                                   | 8     |